# Mischocyttarus transandinus
Mischocyttarus transandinus är en getingart som beskrevs av Richards 1978. Mischocyttarus transandinus ingår i släktet Mischocyttarus och familjen getingar. Inga underarter finns listade i Catalogue of Life.